# 絶叫!ジェットゲーム
『絶叫!ジェットゲーム』（ぜっきょうジェットゲーム）は、1980年10月10日から同年12月26日まで東京12チャンネル（現・テレビ東京）で放送されていたゲームバラエティ番組である。放送時間は毎週金曜 19:00 - 19:30 （日本標準時）。

## 概要
一般人とゲストタレントが4人1組のチームを組んで出場していた視聴者参加型番組で、星セント・ルイスと大橋恵里子が司会を務めていた。
番組はその名の通り、猛烈な勢いで走るジェットコースターの上でケーキを完食するなどのゲームを繰り広げていた。ゲストコーナーでは、ゲストタレントがジェットコースターに乗っていても自身の本業を成し遂げられるのかに挑戦していた。なお、最終回ではチャンピオン大会を行っていた。